# Blame
„Blame” – utwór szkockiego producenta muzycznego i DJ-a Calvina Harrisa wraz z gościnnym udziałem Johna Newmana. Wydany został 5 września 2014 roku przez wytwórnię płytową Columbia Records jako trzeci singel DJ-a z jego czwartego albumu studyjnego, zatytułowanego Motion. Twórcami tekstu utworu są John Newman, James Newman oraz Calvin Harris, który zajął się też jego produkcją. Do singla nakręcono także teledysk, a jego reżyserią zajął się Emil Nava. „Blame” zadebiutował na szczycie notowania w Szkocji oraz w Wielkiej Brytanii.

## Pozycje na listach przebojów
| Kraj              | Lista (2014-15)         | Pozycja | Status             |
| ----------------- | ----------------------- | ------- | ------------------ |
| Australia         | Top 50 Singles          | 9       | platynowa płyta    |
| Austria           | Singles Top 75          | 4       | –                  |
| Belgia (Flandria) | Ultratop 50             | 7       | –                  |
| Belgia (Wallonia) | Ultratop 50             | 2       | –                  |
| Dania             | Tracklisten Top 40      | 6       | –                  |
| Finlandia         | Top 20 Singles          | 1       | –                  |
| Francja           | Top 200 Singles         | 7       | –                  |
| Hiszpania         | Singles Top 50          | 9       | –                  |
| Holandia          | Single Top 100          | 3       | –                  |
| Irlandia          | Top 50 Singles          | 5       | –                  |
| Kanada            | Canadian Hot 100        | 11      | platynowa płyta    |
| Niemcy            | Top 100 Singles         | 4       | złota płyta        |
| Norwegia          | Top 20 Singles          | 1       | –                  |
| Nowa Zelandia     | Top 40 Singles          | 9       | –                  |
| Polska            | AirPlay – Top           | 4       | –                  |
| Stany Zjednoczone | Hot 100                 | 19      | platynowa płyta    |
| Szkocja           | Scottish Singles Top 40 | 1       | –                  |
| Szwajcaria        | Singles Top 75          | 4       | złota płyta        |
| Szwecja           | Top 60 Singles          | 1       | –                  |
| Wielka Brytania   | Singles Top 100         | 1       | platynowa płyta    |
| Włochy            | Top 20 Singles          | 4       | 2× platynowa płyta |